# Лео Жуниор
Леовижилдо Линс да Гама Млађи (порт. Leovegildo Lins da Gama Júnior; Жоао Песоа, 29. јун 1954), познатији као Лео Жуниор, бивши је бразилски фудбалер.

## Биографија

### Клуб
Рођен је 29. јуна 1954. у граду Жоао Песоа. Поникао је у млађим категоријама фудбалског клуба Фламенго. Као сениор каријеру је започео 1974. године у првом тиму Фламенга, где је провео десет сезона, одигравши 192 првенствена меча. Већину времена је био стандардни првотимац. За то време освојио је титулу победника Копа либертадорес, а потом и трофеј Интерконтиненталног купа.
Касније, од 1984. до 1989, играо је у Италији за Торино и Пескару.
Године 1989. вратио се у Фламенго, за који је одиграо још неколико сезона. За то време, на листу трофеја додао је титулу освајача Купа Бразила. Завршио је играчку каријеру у дресу Фламенга 1993. године.

### Репрезентација
Године 1976. године играо је на Летњим олимпијским играма, где је са репрезентацијом Бразила освојио четврто место.
Исте године је позван на званичне утакмице за А репрезентацију Бразила.
Био је у саставу за Светско првенство 1982. у Шпанији, потом на Америчком купу 1983. који је одигран у различитим земљама, где је освојио сребро са тимом, и на Светском првенству 1986. у Мексику.
Током каријере у репрезентацији, која је трајала 17 година, одиграо је 69 утакмица и постигао 6 голова.
Пеле га је сврстао 2004. године на ФИФА 100 листу најбољих живих фудбалера.

## Успеси
- Интерконтинентални куп – 1981.[5]
- Копа либертадорес – 1981.[5]
- Серија А Бразила – 1980, 1982, 1983, 1992.[5]
- Куп Бразила 1990.[5]
- Митропа куп – 1991.